# Шенол Гюнеш
Шенол Гюнеш (на турски: Şenol Güneş) е бивш турски футболист, играл като вратар, и настоящ старши треньор на Бешикташ.

## Кариера

### Кариера като футболист
Роден в Трабзон, започва да тренира футбол през 1967 г., като до 1970 сменя школите и на трите местни отбора. През 1970 г. дебютира в мъжкия футбол с екипа на Шебат Генчлик. Две години по-късно преминава в Трабзонспор, където играе за период 15 години, и завършва кариерата и през 1987 година. За 17-годишната си професионална кариера изиграва над 500 официални мача, като печели първенството на Турция и Суперкупата на Турция по 6 пъти, а на Купата на Турция и турнира Шанселор е трикратен носител.

### Кариера като треньор
Веднага след като прекратява активната си кариера, става помощник-треньор на Трабзонспор – отбора, където завършва кариерата си, а година по-късно сам го поема. През лятото на 1989 г. застава начело на Болюспор, чийто тим води в продължение на три години. В рамките на сезон 1992/93 е треньор на Истанбулспор. След това се завръща в Трабзонспор. Между 1994 и 1996 г. извежда отбора до второто място в крайното класиране. От 1997 до 1998 менажира Анталияспор. През 2000 г., след две години извън футбола, Гюнеш е назначен за национален селекционер. Успява успешно да класира отбора на Световното първенство през 2002 г., където печели бронзов медал, което е най-големият успех в историята на турския футбол. След като националния отбор пропуска Евро 2004, Гюнеш е уволнен. На следващата година се завръща начело на Трабзонспор, но е уволнен поради слаби резултати. Две години по-късно поема корейския ФК Сеул, но не успява да го направи шампион. Между сезон 2008/09 и 2009/10 се завръща в Турция и за пореден път поема Трабзонспор, с който отбор печели сребърен медал от първенството през 2011 г. След това за един сезон, между 2014 и 2015 г. е треньор на Бурсаспор, като в първенството отборът завършва на 6-о място, а в турнира за Купата на Турция играе финал. След този успешен сезон поема Бешикташ, като още в първия си сезон начело, извежда отбора до първата му титла от 2009 г.

## Успехи

### Като футболист
Трабзонспор
- Шампион на Турция (6): 1975/76, 1976/77, 1978/79, 1979/80, 1980/81, 1983/84
- Купа на Турция (3): 1976/77, 1977/78, 1983/84
- Суперкупа на Турция (6): 1976, 1977, 1978, 1979, 1980, 1983
- Турнир Чанселор (3): 1975/76, 1977/78, 1984/85

### Като треньор
Трабзонспор
- Турска Суперлига (сребърен медал) (4): 1994/95, 1995/96, 2004/05, 2010/11
- Купа на Турция (2): 1994/95, 2009/10
- Суперкупа на Турция (2): 1995, 2010
- Турнир Чанселор (2): 1993/94, 1995/96

 Турция
- Световно първенство (бронзов медал) (1): 2002
- Купа на конфедерациите (бронзов медал) (1): 2003

 ФК Сеул
- Корейско първенство (сребърен медал) (1): 2008

 Бурсаспор
- Купа на Турция (финалист) (1): 2014/15

 Бешикташ
- Шампион на Турция (2): 2015/16, 2016/17